# Mont Lozère
Pour les articles homonymes, voir Lozère.
Le mont Lozère (en occitan mont Losera) est un massif en majorité granitique situé dans le sud-est du Massif central français, dans le département de la Lozère auquel il a donné son nom. Il est le point culminant des Cévennes.

## Géographie

### Topographie

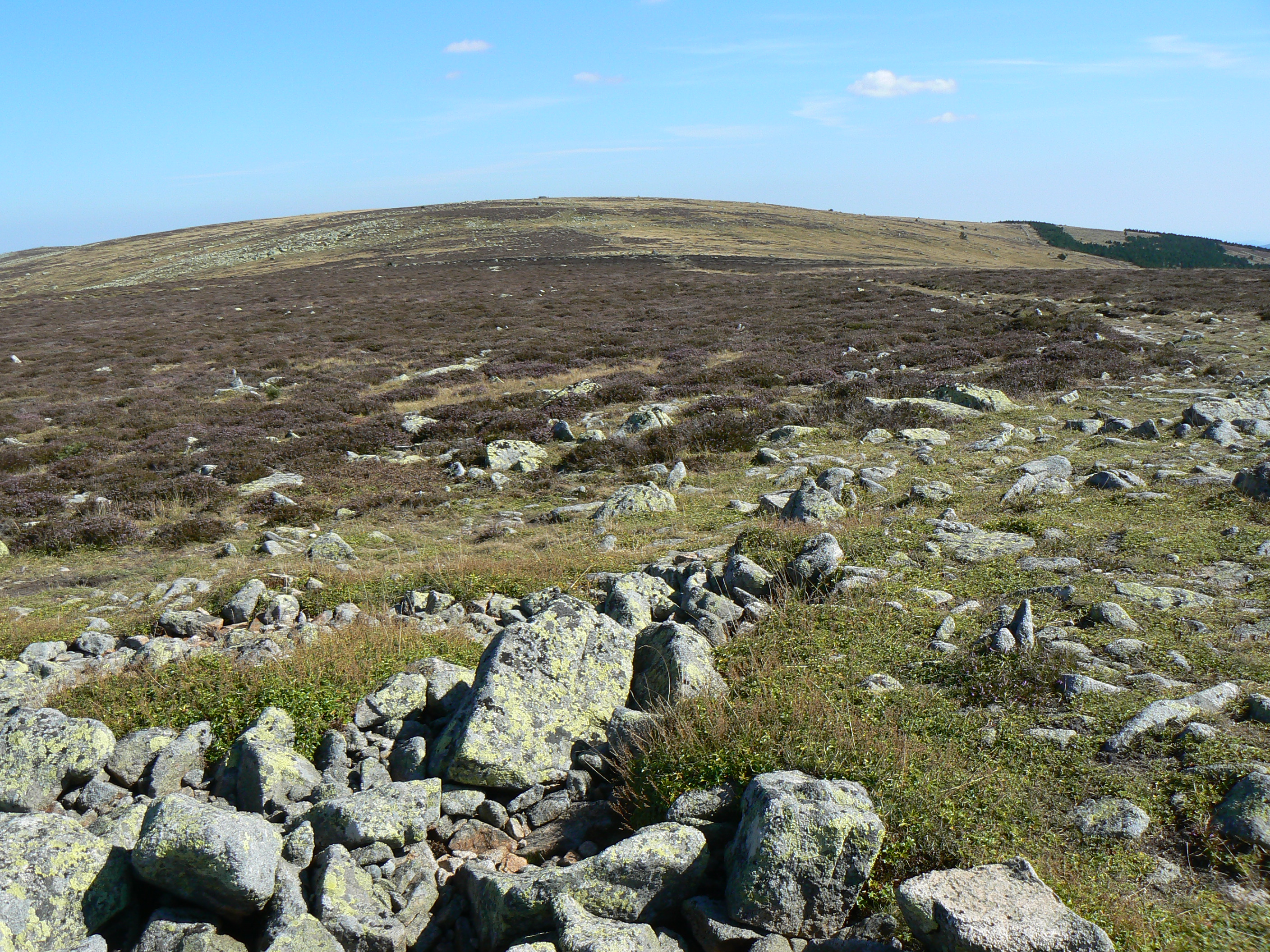
Vue du sommet de Finiels.

Culminant au sommet de Finiels à 1 699 m d'altitude, il s'étend, comme un grand plateau, sur une trentaine de kilomètres du causse de Sauveterre à Villefort  dans le sens ouest-est et du Pont-de-Montvert au Bleymard dans le sens sud-nord. Les deux autres sommets de ce grand plateau sont le signal des Laubies à l'ouest et le pic Cassini à l'est. Le Tarn prend sa source sur le versant méridional du mont Lozère.
Il est entièrement compris dans le parc national des Cévennes, et presque intégralement dans la zone de protection dont il marque la limite nord. De nombreux hameaux s'étagent sur ses flancs jusqu'à plus de 1 300 m (Finiels, Serviès), progressivement dépeuplés à la suite de l'exode rural depuis le début du XXe siècle. Seule sa partie extrême orientale, permettant l'accès au col du Pré de la Dame en direction de la station du Mas de la Barque depuis Genolhac (à 1 474 mètres d'altitude, non loin du second sommet du département à 1 504 mètres d'altitude), est située dans le département du Gard.
Les sommets principaux :
- sommet de Finiels, 1 699 mètres ;
- pic Cassini, 1 681 mètres ;
- dôme de Bal, 1 679 mètres ;
- signal des Laubies, 1 657 mètres ;
- Touril, 1 575 mètres ;
- Chaumadou, 1 563 mètres ;
- roc des Laubies, 1 562 mètres ;
- roc de Serviès, 1 536 mètres ;
- roc des Mulets, 1 501 mètres ;
- roc de Chambelève, 1 475 mètres.

### Géologie

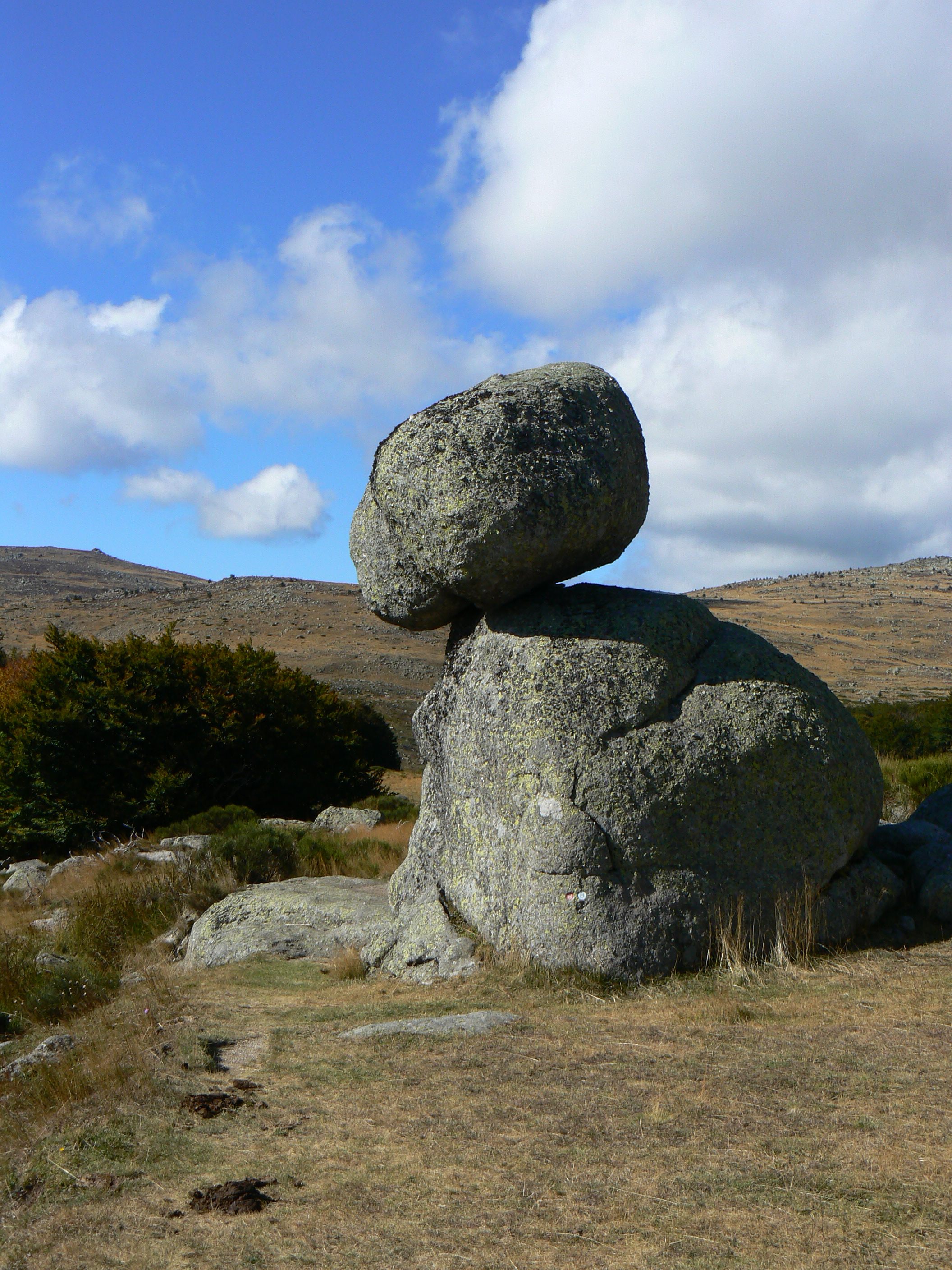
Chaos granitique près de Mas Camargues.

La mise en place du pluton granitique est datée à environ 310-315 Ma (datation sur monazite, zircon du pluton ou micas du métamorphisme de contact)[réf. nécessaire].

### Climat

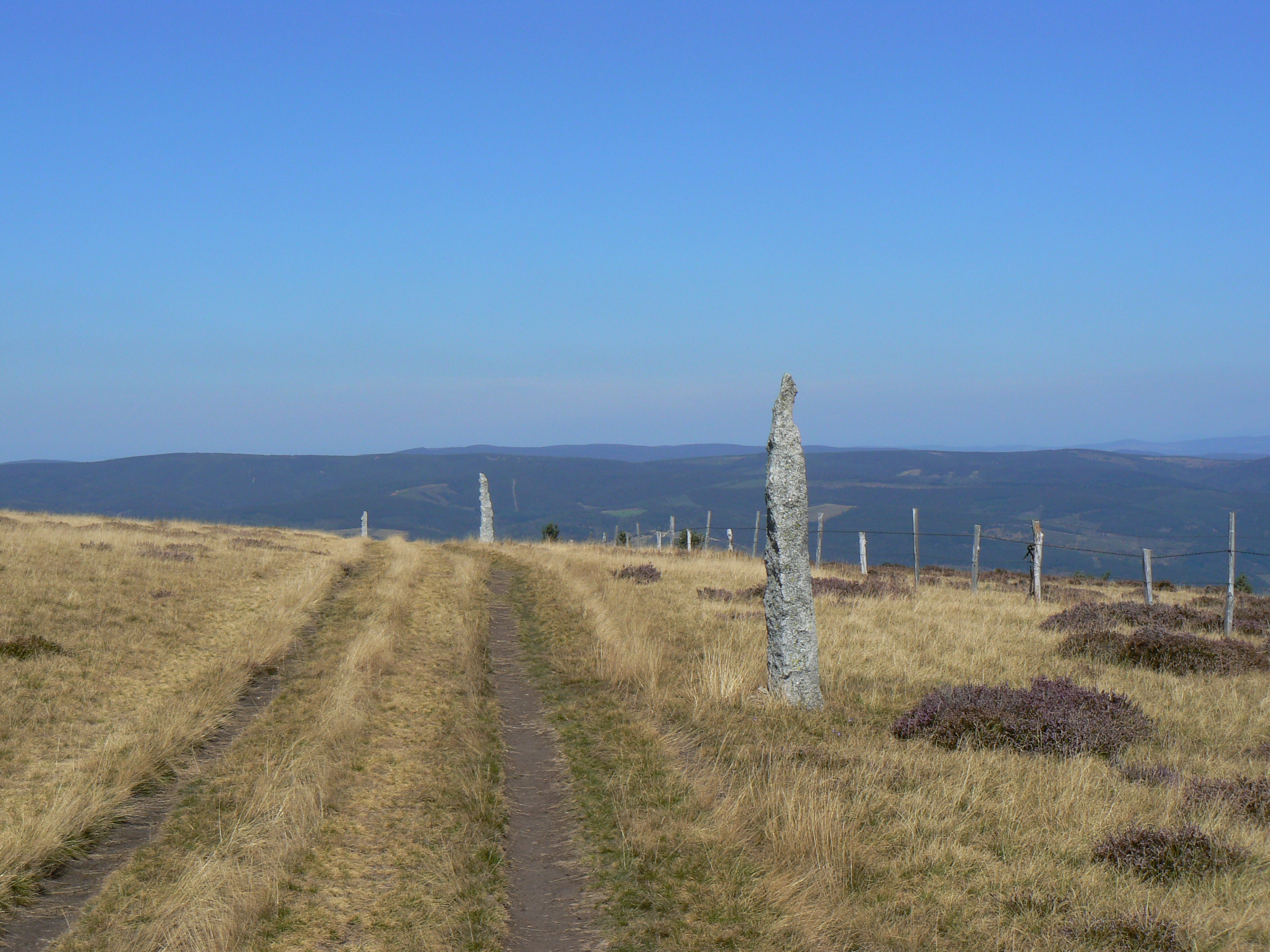
Montjoies balisant une draille.

Le climat est montagnard, à tendances continentales à l'ouest et méditerranéennes au sud/sud-est du fait de sa proximité avec les influences de la vallée du Rhône et de la plaine du Languedoc. 
Avec l'altitude, ces influences contrastées contribuent à donner beaucoup de neige en hiver, en alternance avec des passages doux et pluvieux.

### Faune
Le Grand Tétras a été réintroduit dans une partie boisée entre le col de Finiels et le pic de Finiels. La pelouse subalpine  est le domaine des oiseaux appréciant les espaces découverts comme l'Alouette des champs, l'Alouette lulu, le Pipit farlouse, le Busard cendré ou le Circaète Jean-le-blanc. On y trouve également des oiseaux plus franchement montagnards comme le Merle à plastron, le Venturon montagnard, le Monticole de roche ou le Traquet motteux. Au sol, chez les insectes, on peut observer en particulier plusieurs sortes de criquet comme le Criquet jacasseur, le Criquet nain, le Criquet bourdonneur, le Criquet de la Palène et le rarissime Miramelle des moraines. Sous les pierres, se cache une curieuse araignée rouge à pois noirs, l'Erèse coccinelle. Enfin, dans les zones tourbeuses, il faut signaler la présence de deux reptiles remarquables, le Lézard vivipare et la Vipère péliade qui atteint là sa limite méridionale de répartition. Par ailleurs, le mont Lozère abrite la première meute de loup à l'ouest du Rhône,,.

### Flore

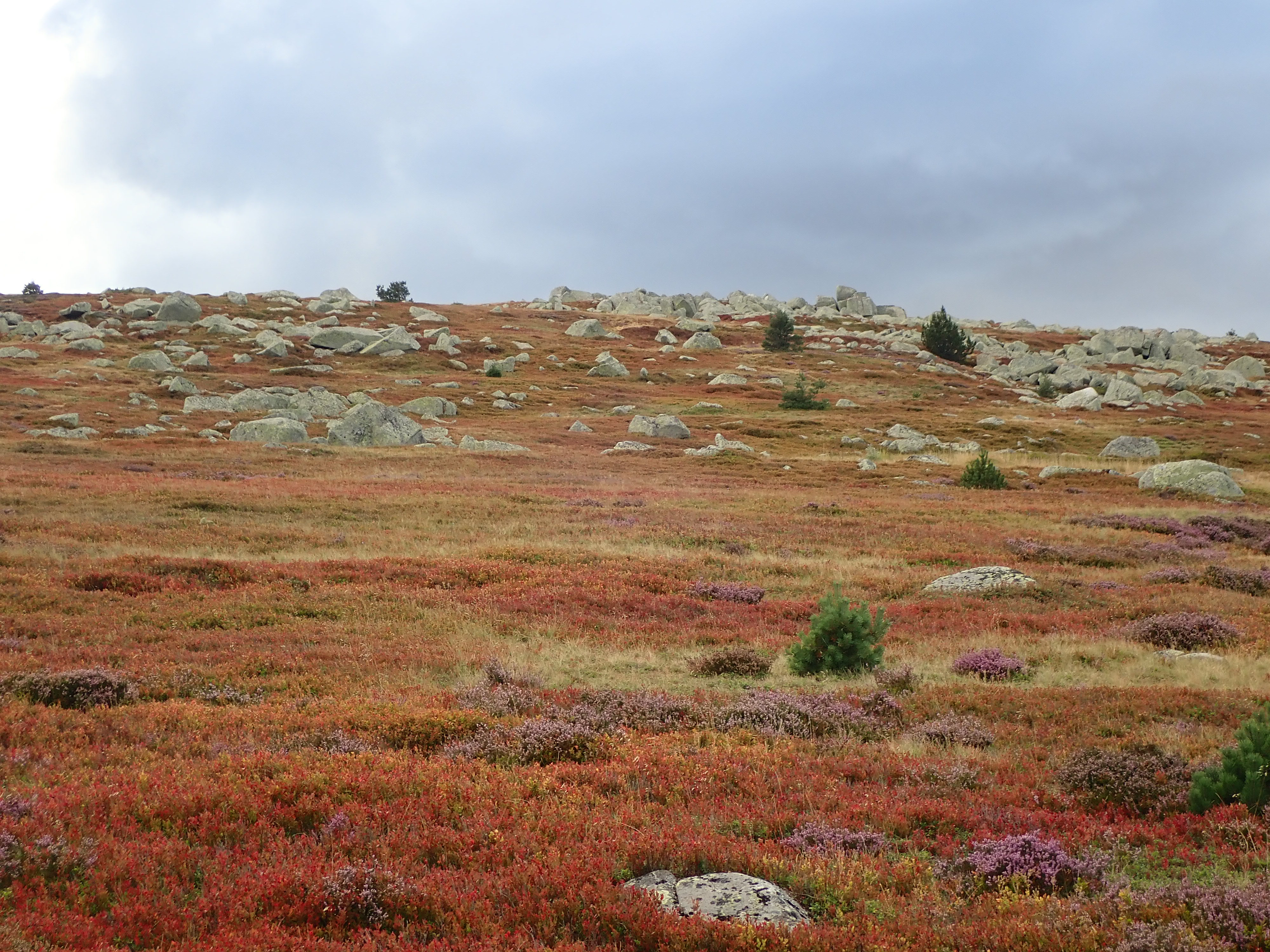
Pelouse sommitale du mont Lozère.

La partie sommitale du mont Lozère (au-dessus de 1 500 m) est occupée par une pelouse subalpine, vaste de 6 000 ha, entretenue par le pâturage de plusieurs milliers d'ovins (et plus localement de bovins) qui transhument sur la montagne. On y trouve de nombreuses espèces végétales dont certaines à haute valeur patrimoniale comme la Pulsatille printanière, la Luzule en épi, l'Airelle rouge, le Jonc trifide, l'Asarine couchée... Ce milieu fragile fait l'objet d'une attention toute particulière de la part du parc national des Cévennes et des instances européennes visant à maintenir l'élevage extensif et à empêcher le reboisement spontané en pins.
Les zones d'altitude du mont Lozère comptent également de nombreuses tourbières où croissent des espèces spécifiques à ce milieu et qui pour certaines d'entre elles sont rares au  niveau régional ou national : Drosera à feuilles rondes, Lycopode inondé, Canneberge à petits fruits, Gentiane pneumonanthe, Malaxis des marais (petite orchidée très rare au niveau national) ainsi que différentes laîches (Carex pauciflora, Carex pulicaris)...

## Activités

### Agriculture et artisanat

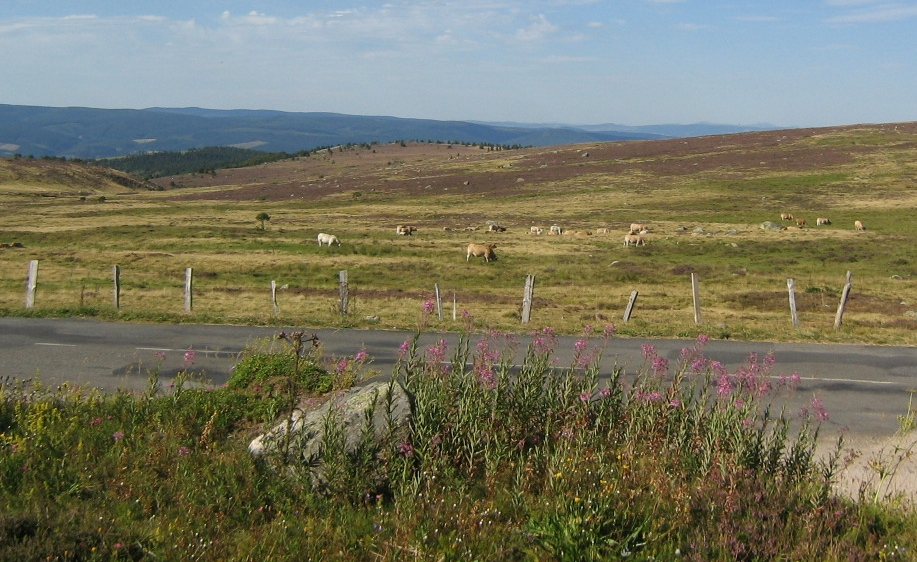
Élevage au mont Lozère.

Historiquement, le mont Lozère est mentionné dès le Ier siècle par Pline l'Ancien dans son Histoire naturelle. Le naturaliste y rapporte en effet que c'est au mont Lozère (« Lesuræ ») du « pays des Gabales » (« Gabalicique pagi ») que provient le fromage le plus estimé à Rome.
Cette phrase suscita bien des débats pour savoir de quel fromage pouvait bien parler Pline.
Les prétendants à ce titre sont nombreux : roquefort, pélardon, laguiole, cantal, etc.
Sans que l'on puisse toutefois apporter de réponse définitive, le fameux fromage de Pline produit sur le mont Lozère s'apparenterait plus vraisemblablement à une tomme de pays au lait de vache.
L'activité économique est désormais centrée sur l'élevage (bovin et ovin).

### Tourisme
Le tourisme est l'autre secteur économique dynamique. Le mont Lozère offre un riche patrimoine architectural : commanderie de l'ordre des Hospitaliers, architecture des villages centrés sur leurs fours à pain, leur lavoir et leur clocher de tourmente. De nombreux sentiers de grande randonnée, dont le chemin de Stevenson, jalonnent le massif. Il existe également des pistes de ski de fond et de ski alpin à proximité du col du Finiels.
Parmi les sites remarquables figurent :
- la Cham des Bondons, où se trouve un groupement de menhirs et où s'élèvent les deux puechs des Bondons, sur le versant méridional ;
- la cascade de Runes (58 m), sur la commune de Fraissinet-de-Lozère ;
- le pic Cassini, point de référence des mesures de triangulation de la France pour César-François Cassini ;
- les sources du Tarn.

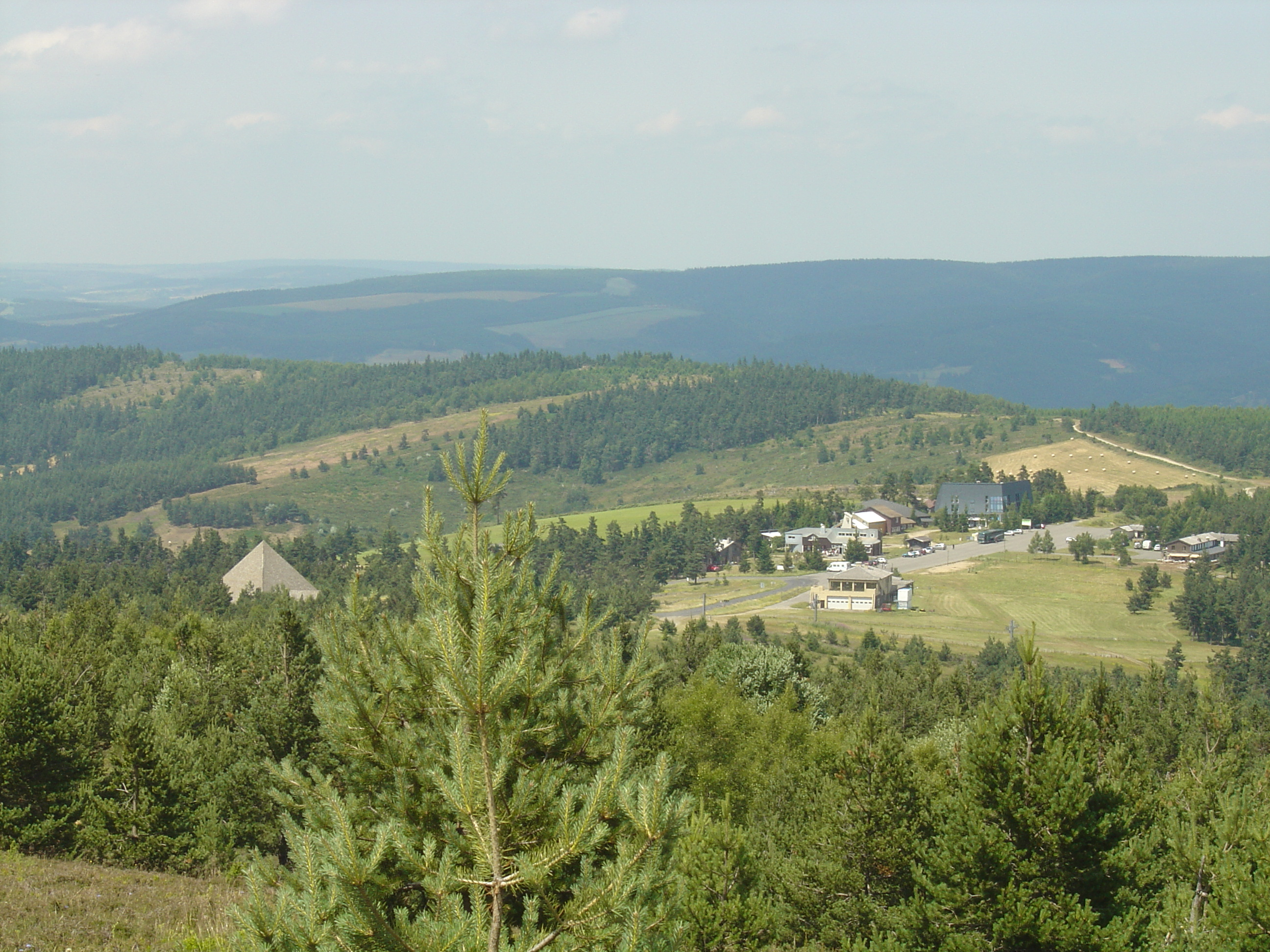
Station du Mont-Lozère sur la route entre le Bleymard et le col du Finiels.
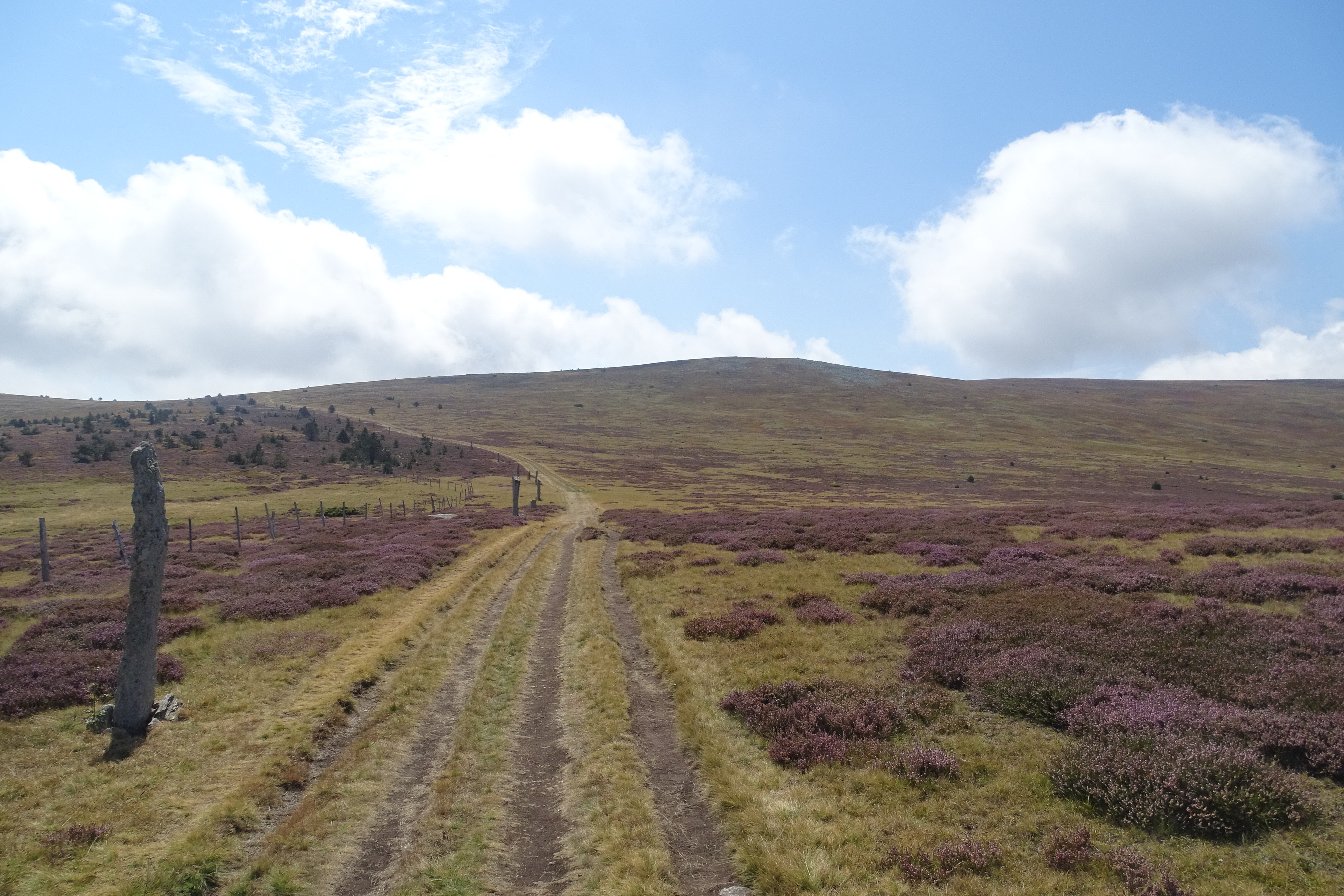
Montée au mont Lozère, venant du Bleymard.
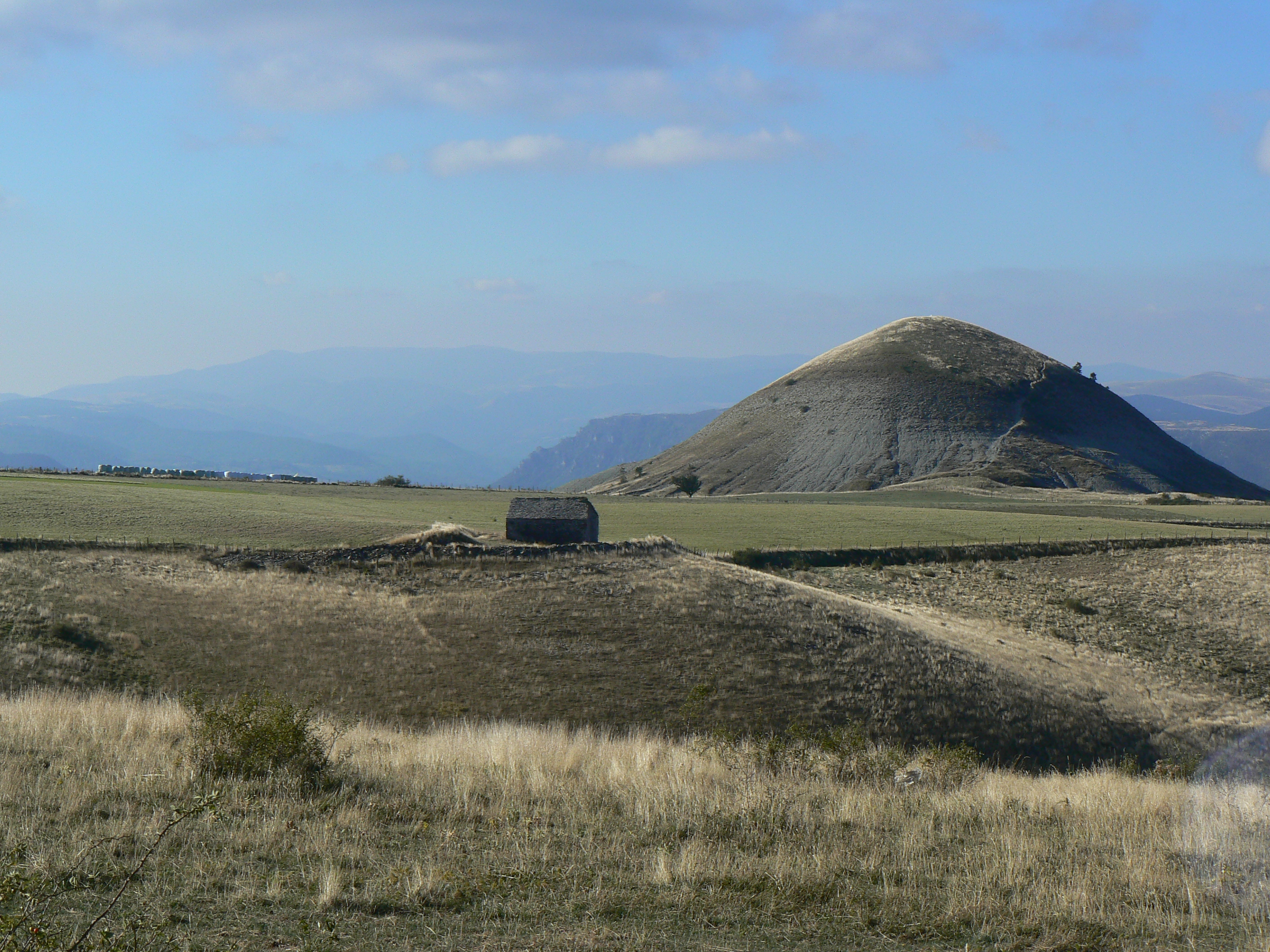
La cham des Bondons.

## Dans la culture

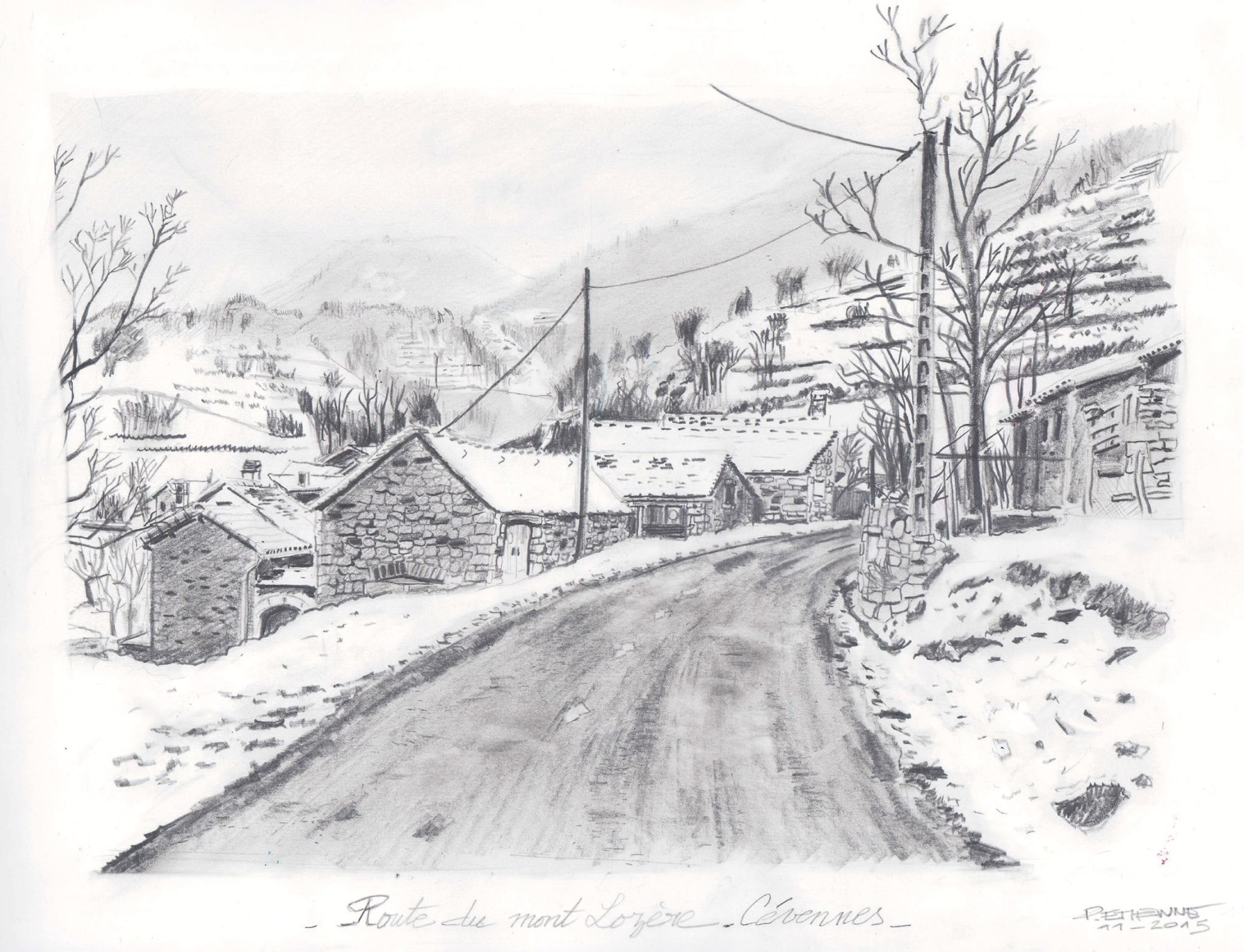
Route du mont Lozère, depuis Villefort, lieu-dit Costelades. Illustration crayon.

### Honneur
- L'astéroïde (16900) Lozère est nommé en l'honneur du mont.

### Littérature
Le mont Lozère est, avant tout, le cadre d'une belle nuit décrite par Robert Louis Stevenson, ainsi que sa traversée Nord-Sud du massif, dans son ouvrage Voyage avec un âne dans les Cévennes, publié en anglais en 1879 et réédité en français notamment par les éditions Privat et le Club Cévenol en 1978.

### Cinéma
Plusieurs scènes du film Antoinette dans les Cévennes, sorti en 2020, ont été tournées sur les pelouses du mont Lozère.